# Burgmuseum Grünwald

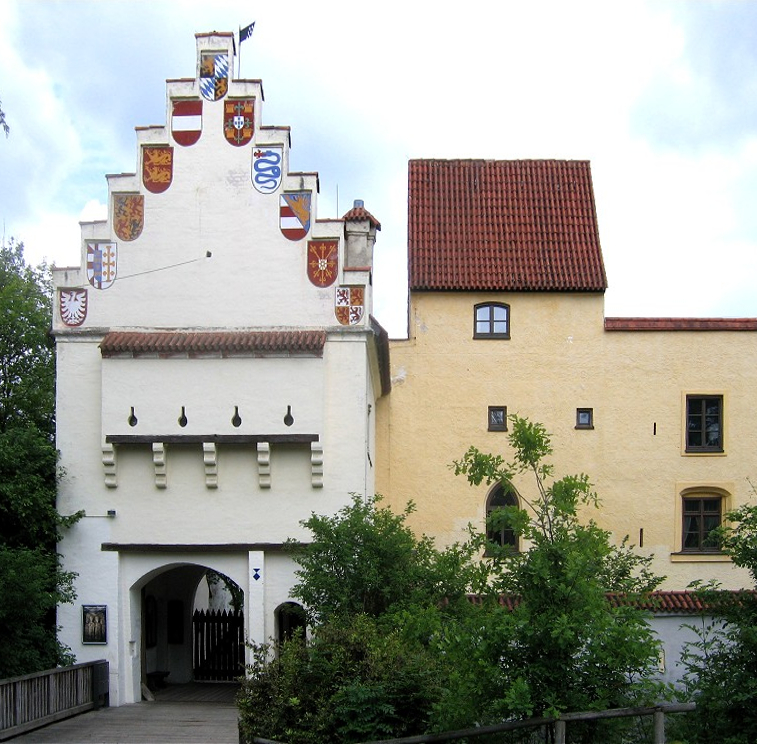
Eingang der Burg Grünwald

Das Burgmuseum Grünwald befindet sich in der Burg Grünwald in der oberbayerischen Gemeinde Grünwald im Landkreis München. Das Zweigmuseum der Archäologischen Staatssammlung mit Hauptsitz in München informiert zur Geschichte der Burg Grünwald im Speziellen, aber auch zur Burggeschichte Bayerns im Allgemeinen.

## Geschichte
Der Freistaat Bayern erwarb 1976 die Burg, um darin ein Zweigmuseum der Prähistorischen Staatssammlung einzurichten. Nach der Renovierung des Ostflügels wurde 1979 im Nordostturm eine Ausstellung zur Geschichte der Burg eröffnet. Im Obergeschoss des Ostflügels fanden Sonderausstellungen statt. Nachdem auch der Westflügel instand gesetzt war, feierte man im Juli 1983 die Gesamteröffnung des neuen Museums. Die Räume im Westteil der Burg beherbergten zunächst ein Lapidarium mit römischen Meilensteinen, Grab- und Weihedenkmälern sowie Rekonstruktionen einer Fußbodenheizung und einer römischen Küche. Weitere Räume dienten als Depot.
Mit einer umfangreichen Sanierung der Burg wurden 2013 die Ausstellungsflächen erweitert, Räume für Veranstaltungen und Museumspädagogik geschaffen und die Dauerausstellung inhaltlich neu gestaltet. Am 30. April 2014 war mit Eröffnung des zweiten Abschnitts der Ausstellung Burgen in Bayern die Umgestaltung abgeschlossen.

## Ausstellung
Ein Teil der Dauerausstellung befasst sich mit der mehr als tausendjährigen Geschichte der Burg Grünwald und ihrer Vorgängeranlagen. Anhand eines Modells, das die Burg zur Zeit ihrer größten Ausdehnung zwischen 1467 und 1575 zeigt, werden die Bestandteile und deren Funktion erklärt. Ab dem 17. Jahrhundert wurde das Bauwerk als Munitionslager und Gefängnis genutzt. Im Museum sind Reste der Wandmalerei des Alchemisten und Hochstaplers Emanuele Caetano zu sehen, der zwischen 1698 und 1704 in der Burg inhaftiert war.
1879 gelangte die Burg Grünwald in Privatbesitz. Das Museum erinnert an Persönlichkeiten und deren Verbindung zur Burg: Ludwig von Schwanthaler ließ sich von ihr zum Bau seiner eigenen Burg Schwaneck auf der gegenüberliegenden Seite des Isartals inspirieren. Die Familie des Wachspräparators Paul Zeiller kaufte die Burg und richtete Arbeitsräume zur Herstellung von Wachsfiguren sowie eine Schausammlung als Anthropologisches Museum ein. Karl Valentin war mit den Besitzern befreundet und verewigte die Burg im Theaterstück Ritter Unkenstein und im Lied von den Oid’n Rittersleit.
Die Ausstellung Burgen in Bayern zeigt die Verbreitung der rund 5000 mittelalterlichen Burgen auf dem heutigen Gebiet Bayerns. Am Modell einer Höhenbefestigung, einer Niederungsburg und einer Höhenburg werden Burgentypen, deren zeitliche Entwicklung und Funktion als Fluchtburg, Wehrbau oder Herrschaftssitz erklärt. Exponate und Texte veranschaulichen den Werdegang und die Ausrüstung der Ritter und den Alltag der Burgbewohner. Burgenbau war aufwendig und teuer. Die Ausstellung zeigt Bautechniken, beteiligte Handwerker und einen Auszug aus der spätmittelalterlichen Baurechnung für den Umbau der Burg Grünwald.
Der Großteil der mittelalterlichen Bevölkerung lebte nicht auf einer Burg, sondern in deren Umland. Die abhängigen Bauern erhielten Schutz und Land gegen Abgaben und Frondienste. Die Ausstellung erläutert die Bedeutung der Burgen für die Erschließung und Verwaltung ländlicher Gebiete.
Spiel- und Medienstationen machen das Museum auch für Kinder und Jugendliche interessant. In Zusammenarbeit mit dem Museumspädagogischen Zentrum München gibt es Führungen und Freizeitangebote für Kindertageseinrichtungen, Schulen und Familien.